# Epinephelus ergastularius
 Epinephelus ergastularius és una espècie de peix de la família dels serrànids i de l'ordre dels perciformes.

## Morfologia
Els mascles poden assolir els 157 cm de longitud total.

## Distribució geogràfica
Es troba a la costa oriental d'Austràlia.